# Vleeshamer

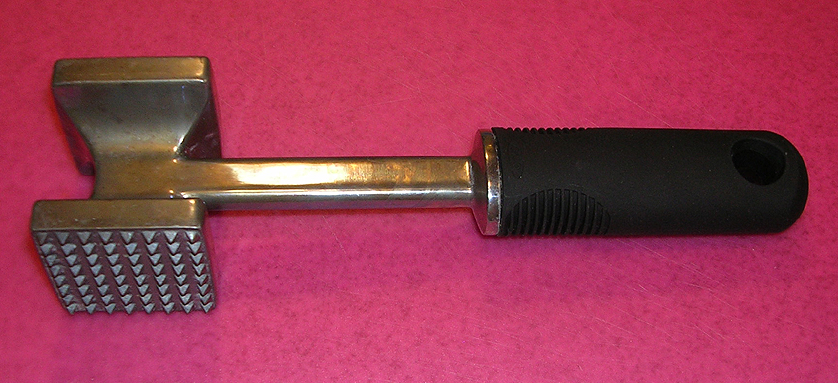
Een vleeshamer

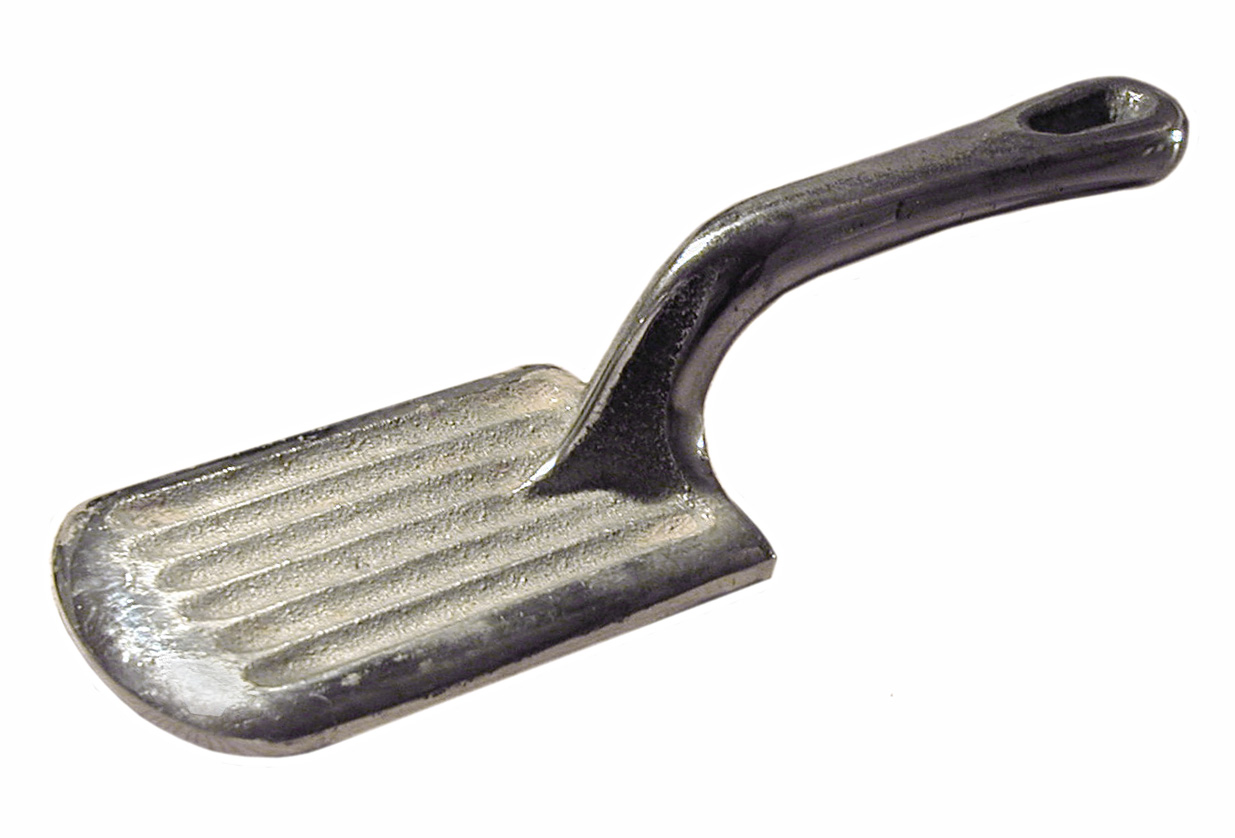
Een vleesklopper

Een vleeshamer is een stuk keukengereedschap waarmee vlees malsgeslagen wordt. De hamer heeft een gekartelde onderkant.
Door met de hamer op het vlees te slaan wordt het bindweefsel beschadigd waardoor het vlees malser wordt. Ook taaie stukken worden hierdoor zachter. Dankzij dit instrument kunnen bijvoorbeeld zachte schnitzels gemaakt worden.
Een variant op de vleeshamer is de vleesklopper. Deze dient vooral om het vlees plat te slaan.